# The Great Eastern
The Great Eastern (en español: El gran Oriental) es el tercer álbum de estudio de la banda de indie rock escocesa The Delgados. Fue publicado el 17 de abril de 2000 a través de Chemikal Underground en el Reino Unido, y posteriormente, el 9 de mayo, en Estados Unidos.
Buscando alejarse de los álbumes previos y sus nombres relacionados con el ciclismo, el nombre de The Great Eastern fue tomado de un hostal en Glasgow para las personas sin hogar y alcohólicos. Las nuevas canciones se acentuaron con la inclusión de instrumentos atípicos en su repertorio como vibráfono, guitarra con arco y una orquesta compuesta por secciones de cuerda y de vientos.
A pesar de lograr una nominación al Premio Mercury de ese año, los miembros han citado de manera retrospectiva no haber sido capaces de igualar las ventas de sus discos previos, siendo un foco de tensión en los álbumes posteriores. La aclamación crítica lo llevó a ser considerado como uno de los mejores álbumes del año por ABC (Triple J) y The Morning Call.

## Concepto
Después de la publicación de Peloton en 1998, Emma Pollock revela que los primeros meses para grabar un nuevo material fueron turbulentos ya que no sabían que estaban haciendo. Las situaciones vividas y relaciones personales fueron tan tensas que nuevamente consideraron disolver el grupo. Para la producción, decidieron llamar a Dave Fridmann, quien había trabajado en los aclamados álbumes Deserter's Songs de Mercury Rev y Come On Die Young de Mogwai.

## Lista de canciones
Todas las canciones escritas y compuestas por The Delgados. 
| N.º   | Título                            | Duración |  |
| 1.    | «The Past That Suits You Best»    | 6:21     |  |
| 2.    | «Accused of Stealing»             | 5:42     |  |
| 3.    | «American Trilogy»                | 4:46     |  |
| 4.    | «Reasons for Silence (Ed's Song)» | 3:28     |  |
| 5.    | «Thirteen Gliding Principles»     | 3:44     |  |
| 6.    | «No Danger»                       | 6:32     |  |
| 7.    | «Aye Today»                       | 4:55     |  |
| 8.    | «Witness»                         | 4:04     |  |
| 9.    | «Knowing When to Run»             | 3:26     |  |
| 10.   | «Make Your Move»                  | 3:12     |  |
| 46:10 |                                   |          |  |

## Posicionamiento en listas
| Listas (2000)                    | Mejor posición |
| -------------------------------- | -------------- |
| Escocia (Scottish Albums)        | 31             |
| Reino Unido (UK Albums)          | 72             |
| Reino Unido (Independent Albums) | 12             |